# سفارت ایران در مسکو

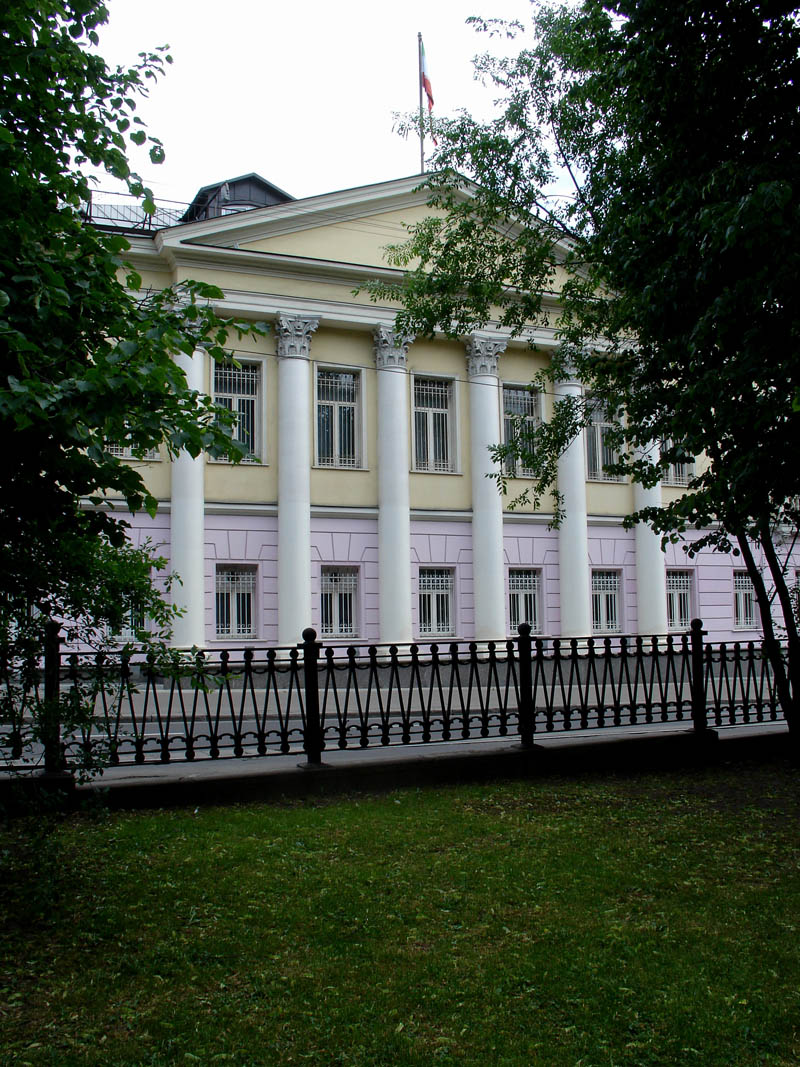
ساختمان اصلی سفارت ایران

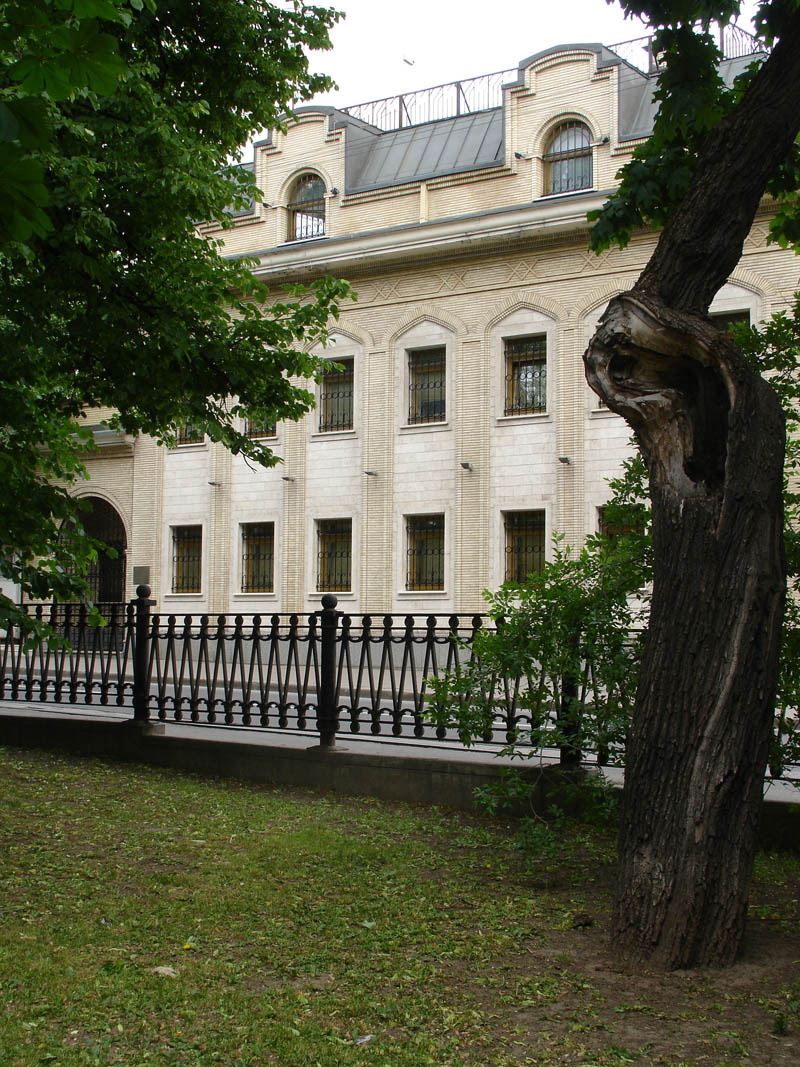
نمایی از دیگر ساختمان سفارت ایران

سفارت ایران در مسکو در پلاک ۷ بلوار پاکروفسکی در بخش مرکزی مسکو واقع شده‌است.

## تاریخچه
درپی قرارداد ۱۹۲۱ دریای خزر میان ایران و اتحاد جماهیر شوروی، پارک اتابک در تصرف سفارت شوروی در تهران ماند و در عوض عمارت کنونی سفارت ایران در روسیه، به دولت ایران واگذار شد. در دهه ۱۹۶۰ بخشی از ساختمان سفارت با معماری ایرانی، نما داده‌شد.

## کنسولگری ها
- کنسولگری ایران در آستراخان
- کنسولگری ایران در کازان

## جُستارهای وابسته
- فهرست سفیران ایران در روسیه